# Wally Berger
Pour les articles homonymes, voir Berger (homonymie).
Walter Anton Berger (né le 10 octobre 1905 à Chicago en Illinois et mort le 30 novembre 1988 à Redondo Beach en Californie) est un joueur américain de baseball.
Berger porte les couleurs des Braves de Boston de 1930 à 1937 (le club est renommé Bees de Boston en 1936), des Giants de New York en 1937 et 1938, des Reds de Cincinnati de 1938 à 1940 et des Phillies de Philadelphie en 1940.
Voltigeur de centre, Wally Berger joue dans la Ligue majeure de baseball de 1930 à 1940. Il maintient une moyenne au bâton en carrière de ,300 et réussit 242 circuits, ce qui fait de cette vedette souvent oubliée l'un des meilleurs frappeurs de puissance de son époque. Avec 241 circuits frappés dans les années 1930 (son dernier est réussi en 1940), Berger est le 4e meilleur frappeur de circuits de cette décennie après Jimmie Foxx (415), Lou Gehrig (347) et Mel Ott (308). Il a frappé plus de circuits (105) que tout autre joueur au Braves Field, le terrain du club de Boston particulièrement spacieux et réputé désavantageux pour les cogneurs de longues balles.

## Carrière

### 1930: saison recrue
En 1930, il établit un record du baseball majeur pour un joueur recrue avec 38 circuits. Ce record des majeures est battu par Mark McGwire (49 circuits en 1987 dans la Ligue américaine) mais demeure longtemps un record de la Ligue nationale, égalé par Frank Robinson en 1956 et Cody Bellinger en 2017. Il fait des débuts fracassants avec les Braves et est le joueur ayant cogné ses 20 premiers circuits le plus rapidement, soit en 51 matchs, un fait qui n'est pas réédité avant Gary Sánchez en 2016 et Cody Bellinger en 2017. Les 119 points produits de Berger en 1930 sont également un record de la Ligue nationale pour une première saison, éventuellement dépassé par les 130 d'Albert Pujols en 2001.

### Records des Braves de Boston
Si les totaux de circuits de Berger en une saison et en carrière ont été largement dépassés par des joueurs des Braves de Milwaukee et des Braves d'Atlanta, les deux incarnations suivantes de la même franchise, il détient à jamais deux records pour un joueur des Braves de Boston : le plus grand nombre de circuits en carrière avec le club (199) et le meilleur total en une année (ses 38 en 1930). 

### Matchs des étoiles
En 1933, il termine 3e du vote désignant le joueur par excellence de la Ligue nationale derrière le lauréat Carl Hubbell et Chuck Klein. En 1935 avec les Braves de Boston, Wally Berger mène la Ligue nationale pour les circuits (34) et les points produits (130).
Il est invité au match des étoiles à 4 reprises, de 1933 à 1936. Il est le voltigeur de centre qui débute pour le club de la Ligue nationale le tout premier match des étoiles, joué le 6 juillet 1933 au Comiskey Park de Chicago. Il est choisi à nouveau comme champ centre partant pour les parties d'étoiles de 1934 et 1935 mais ne joue pas dans celle de 1936, au désarroi des partisans de Boston, qui accueille cet été le match au Braves Field.

### Dernières saisons
Joueur ratant rarement une partie, Berger souffre de blessures à une épaule et à une main qui lui fait manquer plusieurs matchs en 1936, et marque le début d'un déclin rapide pour l'athlète maintenant âgé de plus de 30 ans. Le 15 juin 1937, les Braves le transfèrent aux Giants de New York pour 35 000 dollars et le contrat du lanceur droitier Frank Gabler. Berger est blanchi en 3 passages au bâton comme frappeur suppléant des Giants lors de la Série mondiale 1937 perdue aux mains des Yankees de New York. 
Le 6 juin 1938, les Giants échangent Berger aux Reds de Cincinnati contre Alex Kampouris, un joueur de deuxième but. Avec Cincinnati, il participe à la Série mondiale 1939, où il est aligné au champ gauche. Sa performance est encore plus pitoyable que lors de la finale jouée deux ans plus tôt, Berger n'obtenant aucun coup sûr en 15 passages au bâton. Il produit un point en étant retiré sur une balle frappée à l'avant-champ dans le 4e match de la finale le 8 octobre 1939, mais son coup en flèche cogné dans les mains de Frankie Crosetti, le joueur d'arrêt-court adverse, représente en fin de 10e manche le dernier retrait de la saison et confirme la victoire des Yankees de New York sur les Reds dans cette Série mondiale. Berger partage sa dernière saison entre Cincinnati et les Phillies de Philadelphie, avec qui il joue son dernier match dans les majeures le 4 juillet 1940 à l'âge de 34 ans. 
En 1 350 matchs joués en 11 saisons dans le baseball majeur, Wally Berger compte 1 550 coups sûrs dont 299 doubles, 59 triples et 242 circuits. Il a accumulé 898 points produits et 809 points marqués. Sa moyenne au bâton en carrière de ,300 est accompagnée d'une moyenne de présence sur les buts de ,359 et d'une moyenne de puissance de ,522. Son OPS en carrière se chiffre à ,881.
Berger meurt à 83 ans des suites d'un accident vasculaire cérébral le 30 novembre 1988 à Redondo Beach (Californie).